# Данијел Јакобс
Данијел Јакобс (хол. Daniel Jacobs; 7. фебруар 2000) арубански је пливач чија специјалност су трке слободним стилом. 

## Спортска каријера
Јакобс је дебитовао на међународној сцени 2015. на Светском јуниорском првенству у Сингапуру. Већ наредне године остварио је и прве веће успехе у каријери, пошто је освојио две сребрне медаље на јуниорском првенству карипских земаља у Насауу. 
На светским првенствима у великим базенима је дебитовао у корејском Квангџуу 2019, где је наступио у квалификационим тркама на 400 слободно (40. место) и 800 слободно (34. место).